# Вулиця Крейсера «Аврора» (станція метро)
50°22′55.37″ пн. ш. 30°26′32.43″ сх. д. / 50.3820472° пн. ш. 30.4423417° сх. д.
«Вулиця Крейсера „Аврора“» — перспективна та проєктована станція на Оболонсько-Теремківській лінії Київського метрополітену, кінцева на перспективному відгалуженні лінії від станції «Іподром» в бік житлових масивів «Теремки-2», «Теремки-3» від станції «Виставковий центр» до Одеської площі. Попередня станція — «Автовокзал „Теремки“».
Назва станції походить від колишньої (до 2010 року) назви вулиці Дмитра Луценка, що розташована поруч. На виконання законів України про декомунізацію станція має отримати іншу назву.